# Episteme nipalensis
Episteme nipalensis is een vlinder uit de familie van de uilen (Noctuidae). De wetenschappelijke naam van de soort is, als Eusemia nipalensis, voor het eerst geldig gepubliceerd in 1875 door Butler.